# Consejo Nacional de Bután
El Consejo Nacional es la cámara alta del Parlamento del Reino de Bután.
Al igual que el Rajya Sabha de la India y las cámaras altas de otros parlamentos adoptantes del Sistema Westminster, no puede redactar proyectos de ley monetarios o relacionados con el presupuesto. Además de crear y revisar la legislación butanesa, el Consejo Nacional actúa como la cámara de revisión de asuntos que conciernen a la seguridad, la soberanía o los intereses del Reino, y que deben ser puestos en conocimiento del Druk Gyalpo, el Primer Ministro y la Asamblea Nacional.

## Miembros
El Consejo Nacional se compone de veinticinco miembros apartidistas: veinte son elegidos por los electorados de los veinte distritos, mientras que cinco miembros son nombrados por el Druk Gyalpo. Los integrantes del Consejo deben haberse graduado de una universidad reconocida.
Los miembros del primer pleno del Consejo Nacional eran, en general, menores de 40 años de edad. Esto se debe al requisito de poseer un título universitario y a que la educación formal en el país era relativamente reciente en aquel entonces.

## Presidentes
A continuación, la lista de los Presidentes del Consejo Nacional.
| Titular         | Mandato             | Mandato            |
| Titular         | Inicio              | Fin                |
| --------------- | ------------------- | ------------------ |
| Namgay Penjore. | 29 de abril de 2008 | 10 de mayo de 2013 |
| Sonam Kinga.    | 10 de mayo de 2013  | 10 de mayo de 2018 |
| Tashi Dorji     | 10 de mayo de 2018  | En el cargo        |

## Historia
El predecesor del actual Consejo Nacional era el Lodey Tshogdey (Consejo Real Asesor), que se encontraba en la legislación butanesa desde 1953. Pero que se estableció formalmente en 1965 para asesorar al Druk Gyalpo y a los ministros, y para supervisar la implementación de los programas y políticas promulgados por la Asamblea Nacional. Desde sus inicios, los miembros del Consejo Asesor Real fueron simultáneamente miembros del Tshogdu (antigua asamblea unicameral), y se convirtieron en integrantes de un órgano consultivo, en el cual, seis eran elegidos democráticamente y dos por el clero, mientras que el restante era designado por el monarca, y servía como presidente del Consejo. Los dos miembros representantes de los monjes, de acuerdo con las regulaciones de 1979 para la membresía del Consejo, debían ser alfabetizados y "altamente conocedores de la religión Drukpa Kargyupa". Los mismos eran sujetos a la aprobación del presidente del Tshogdu, mientras que los representantes regionales también se elegían por la antigua asamblea, de una lista respaldada por las juntas locales. Se les exigía que estuvieran alfabetizados y conocieran la cultura y las costumbres tradicionales de Bután. Como principal organismo consultor del Druk Gyalpo, el Consejo Asesor Real era una organización estatal clave, que a su vez era la que más interactuaba con la Asamblea Nacional.
El primer gabinete de Bután estuvo formado por el Consejo Asesor Real junto con el Consejo de Ministros (actual Lhengye Zhungtshog).  Sus miembros eran colectivamente responsables ante Su Majestad el Rey y el Tshogdu.
El Consejo Nacional se estableció en 2008 en virtud del artículo 11 de la Constitución de Bután, que no menciona al anterior Consejo Asesor Real. La subsecuente Ley del Consejo Nacional enmarcó la base legal independiente. Parte de este marco incluía una derogación explícita de "todas las demás leyes en relación con el Consejo Asesor Real". La Ley del Consejo Nacional enmarca procedimiento operativo del mismo. Asimismo, establece un presidente, un vicepresidente y un secretario general designado por la realeza para la administración del Consejo Nacional. 
La primera sesión conjunta de ambas cámaras del Parlamento, se celebró entre el 8 y el 30 de mayo de 2008, mientras que la primera sesión del Consejo Nacional se llevó a cabo del 17 de junio al 24 de julio del mismo año.